# Мариано, Нельсон
Нельсон Мариано  (род. 28 июня 1974, Манила) — филиппинский шахматист, гроссмейстер (2004), тренер ФИДЕ (2017).
В составе сборной Филиппин участник 35-й Олимпиады (2002) в Бледе и 11-го командного чемпионата Азии (1995).

## Спортивные достижения
| Год  | Город    | Турнир                        | + | − | = | Результат | Место |
| ---- | -------- | ----------------------------- | - | - | - | --------- | ----- |
| 1995 | Сингапур | 11-й командный чемпионат Азии | 3 | 2 | 3 | 4½ из 8   | 1     |
| 2002 | Блед     | 35-я Олимпиада                | 3 | 0 | 3 | 4½ из 6   |       |

## Изменения рейтинга
| Графики недоступны из-за технических проблем. См. информацию на Фабрикаторе и на mediawiki.org. |